# Willem Slijkhuis
Willem Frederik Slijkhuis, en forme courte « Wim Slijkhuis », est un athlète néerlandais spécialiste du demi-fond né le 13 janvier 1923 à Leyde et mort le 28 juin 2003 à Badhoevedorp. Il fut l'un des adversaires du demi-fondeur Emil Zátopek.

## Carrière

### Palmarès
| Date | Compétition           | Lieu      | Résultat | Épreuve      |
| ---- | --------------------- | --------- | -------- | ------------ |
| 1946 | Championnats d'Europe | Oslo      | 2e       | 5 000 mètres |
| 1948 | Jeux olympiques d'été | Londres   | 3e       | 1 500 mètres |
| 1948 | Jeux olympiques d'été | Londres   | 3e       | 5 000 mètres |
| 1950 | Championnats d'Europe | Bruxelles | 1re      | 1 500 mètres |

### Records
| Épreuve      | Performance   | Date |
| ------------ | ------------- | ---- |
| 1 500 mètres | 3 min 43 s 8  | 1949 |
| 5 000 mètres | 14 min 14 s 0 | 1946 |